# مارکو باکیچ
مارکو باکیچ (به انگلیسی: Marko Bakić؛ زادهٔ ۱ نوامبر ۱۹۹۳) بازیکن فوتبال اهل مونته‌نگرو است که در پست هافبک برای باشگاه پرسپولیس در لیگ برتر خلیج فارس و تیم ملی مونته‌نگرو بازی می‌کند.
از باشگاه‌هایی که در آن بازی کرده است می‌توان به تورینو، اسپتزیا، فیورنتینا و بلننسس اشاره کرد.
وی همچنین در تیم‌های ملی فوتبال زیر ۱۹ سال، زیر ۲۱ سال مونته‌نگرو و مونته‌نگرو بازی کرده است.

## دوران باشگاهی

### تورینو
در ۳۰ اوت ۲۰۱۲ اعلام شد که باکیچ قراردادی دو ساله با تورینو امضا کرده‌است که طبق بندی از قرارداد، فیورنتینا مالک ۵۰٪ از حقوق این بازیکن بوده و اجازه دارد پس از یک فصل بازی او در تورینو، باکیچ را به ترکیب خود اضافه کند. باکیچ نخستین بازی خود در سری آ را در سن ۱۹ سالگی، در تاریخ ۱۹ مه ۲۰۱۳ و در دیدار برابر کاتانیا که با تساوی ۲–۲ پایان یافت، برای تورینو انجام داد.

### فیورنتینا
در ۲۱ ژوئن ۲۰۱۳، باکیچ از تورینو به فیورنتینا منتقل شد.

### براگا
در ۲۷ ژوئیه ۲۰۱۶، باکیچ قراردادی پنج‌ساله با براگا از پرتغال امضا کرد. پس از استفاده محدود از او در ترکیب تیم، باکیچ در ۳۱ ژانویه ۲۰۱۷ به صورت قرضی به آلکورکون از لیگا ادلانته اسپانیا پیوست.

### موکرون
پس از گذراندن فصل ۲۰۱۹–۲۰۱۸ به صورت قرضی در موکرون با گزینهٔ خرید از سوی براگا، باشگاه موکرون در ژوئن ۲۰۱۹ این گزینه را فعال کرد. باکیچ قرارداد چهارساله‌ای را با این باشگاه امضا کرد.

### او. اف. آی کرت
در ۱۸ ژانویه ۲۰۲۳، باکیچ با انتقالی آزاد به او. اف. آی کرت از سوپر لیگ فوتبال یونان پیوست و قراردادی تا تابستان ۲۰۲۴ امضا کرد.

## دوران ملی
باکیچ نخستین بازی ملی خود را در سن ۱۸ سالگی، در تاریخ ۱۵ اوت ۲۰۱۲ مقابل لتونی انجام داد و تا تاریخ ۲۰ ژوئن ۲۰۲۴، در مجموع ۱۵ بازی ملی برای مونته‌نگرو انجام داده و گلی به ثمر نرسانده‌است.